# Evángelos Záppas
Evángelos Záppas (en grec moderne : Ευάγγελος Ζάππας) (né en 1800 près de Tepelen (Empire ottoman) et mort le 19 juin 1865 en Principauté de Valachie) était un entrepreneur et philanthrope grec qui vécut en Principauté de Valachie la plus grande partie de sa vie.
Il tente de rétablir les Jeux olympiques, avant que Pierre de Coubertin n'y parvienne.
Il est enterré dans son village natal, mais son crâne est conservé dans un des murs du Zappéion qu'il a fait construire à Athènes.

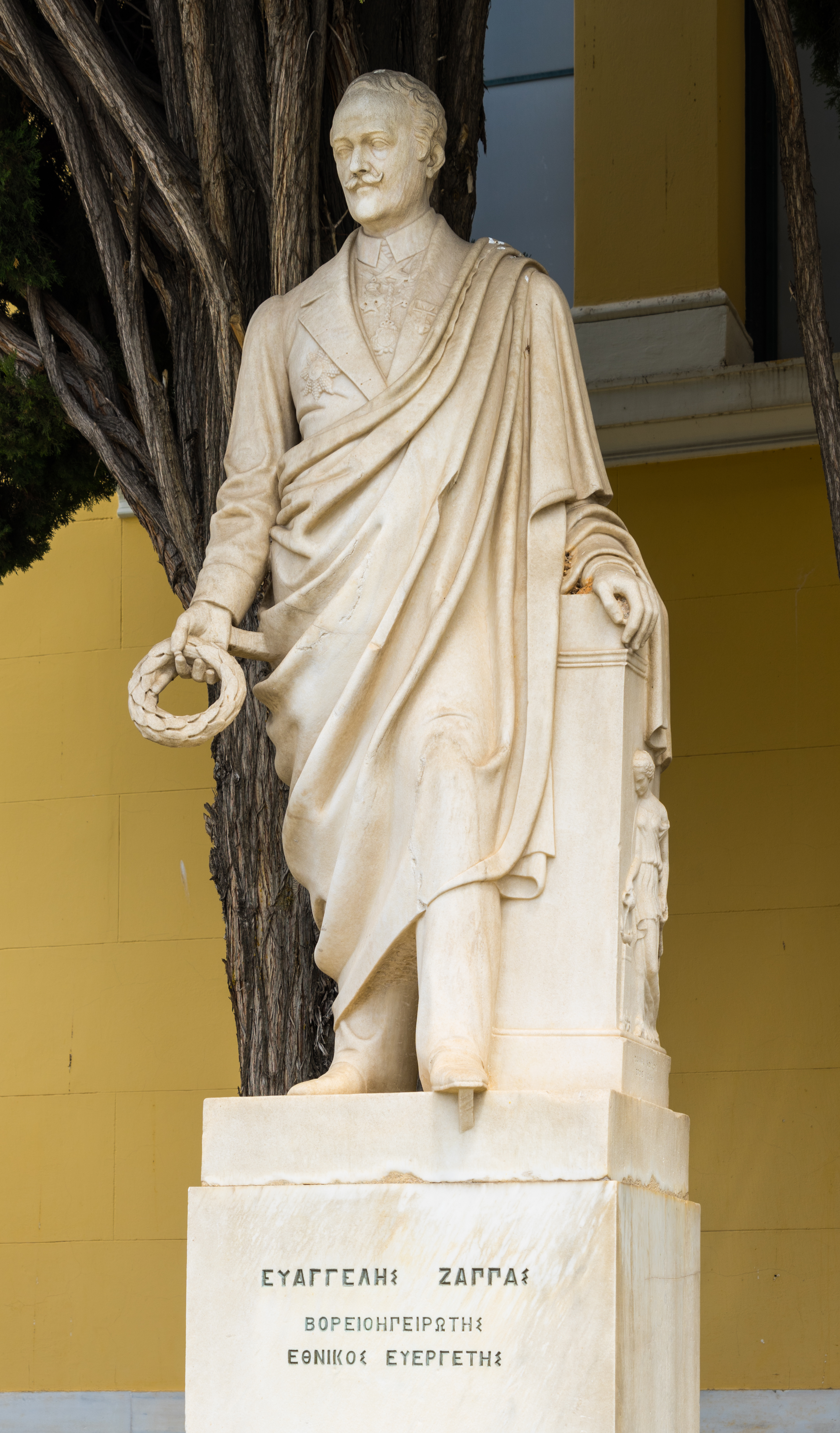
Statue devant le Zappéion, à Athènes.